# .45 HP
Le .45 HP est un type de munition de calibre 11.43 mm pour pistolet conçu principalement pour le marché civil italien. Elle répond à la nécessité en Italie d'accompagner les balles de pistolet créées pour remplacer certains calibres considérés (à l'époque) pour la guerre et donc interdits aux civils. Dans ce cas, il a permis l'utilisation de pistolets conçus à l'origine pour le calibre .45 ACP mais qui, pour le marché italien, ont été fournis avec des canons chambrés en .45 HP, tout comme le 9 mm IMI a permis l'utilisation de pistolets conçus pour le 9 mm Parabellum.
Le .45 HP (11,43 mm de diamètre et 21 mm de longueur) se distingue du .45 ACP (11,43 mm de diamètre et 22 mm de longueur) par la longueur de l'étui qui, dans ce dernier cas, n'est supérieure que d'un millimètre. Le .45 HP est une cartouche qui tire un projectile de taille considérable et de bonne efficacité terminale, subsonique avec une vitesse de 260/280 m/s à la vitesse initiale, dont l'énergie moyenne d'environ 500 joules, égale à environ 51 kgm, est bien transmise à l'impact par la balle lourde (la balle standard de 230 grains a une masse deux fois supérieure à celle de la cartouche standard de 9 mm Parabellum).
Aujourd'hui, elle est très rarement utilisée car elle a été remplacée par la munition standard américaine .45 ACP, dont l'usage civil est également autorisé en Italie depuis 1996. L'utilisation d'une cartouche .45 ACP dans une arme chambrée pour le .45 HP est impossible car la glissière ne se ferme pas parce que la munition (qui fait de l'espace pour la tête sur le bord de l'étui) est plus longue que 1 millimètre. L'utilisation d'une cartouche 45 HP dans un pistolet chambré pour le 45 ACP est possible car l'arme se bloque mais à la longue l'ongle de l'extracteur peut se casser et il y a une perte considérable de précision.